# Палата представителей (Орегон)
Палата представителей штата Орегон — нижняя палата Законодательного собрания штата Орегон, а верхняя палата — Сенат штата Орегон. В Палате 60 членов, представляющих 60 округов по всему штату, в каждом из которых проживает около 65 000 человек. Палата собирается в западном крыле Капитолия штата Орегон в Сейлеме.
Члены Палаты представителей избираются на двухлетний срок без ограничения срока полномочий. В 2002 году Верховный суд штата Орегон отменил избирательную меру 3 штата Орегон (1992), которая ограничивала срок полномочий представителей штата тремя сроками (шесть лет) по процедурным причинам.
На текущей законодательной сессии демократы имеют 36 мест, что составляет незначительное большинство в один голос, в то время как республиканцы имеют 24 места, что составляет меньшинство.